# Slovanské bratrství
Slovanské bratrství (rusky Славянское братство, Slavjanskoje bratstvo, srbsky Словенско братство, Slovensko bratstvo) je název pro společné vojenské cvičení speciálních a výsadkových jednotek ozbrojených sil Ruska, Běloruska a Srbska pořádané pravidelně od roku 2015.

## Slovanské bratrství 2015
První cvičení Slovanské bratrství bylo uspořádáno ve dnech 2. až 5. září 2015 v Rajevském výcvikovém prostoru nedaleko města Novorossijsk v Rusku. Nasazeno bylo více než 700 mužů a 20 letadel, z ruské strany to byli vojáci 7. gardové výsadkové útočné divize. Na podporu výsadkových jednotek se do cvičení zapojily také baterie samohybných minometů 2S9 Nona a houfnic D-30, letouny Suchoj Su-24 a Suchoj Su-25 a helikoptéry Mil Mi-35.

## Slovanské bratrství 2016
Slovanské bratrství z roku 2016 bylo konáno v Srbsku.

## Slovanské bratrství 2017
Třetí ročník cvičení proběhl v Bělorusku.

## Slovanské bratrství 2018
V roce 2018 se pořádání cvičení vrátilo do Ruska. Proběhlo opět v Rajevském výcvikovém prostoru. Cvičení se účastnilo 600 ruských, 300 běloruských a 50 srbských vojáků.

## Slovanské bratrství 2019
Cvičení se konalo v srbském Pančevu ve dnech 14. až 27. června 2019. Zúčastnilo se jej celkově 1000 vojáků. Z ruské strany to bylo 200 mužů a technika 76. gardové výsadkové útočné divize. Nacvičovaly se hlavně protiteroristické operace. Vrcholem cvičení byl seskok 200 parašutistů z Ruska, Běloruska a Srbska 24. června u letecké základny Kovin.

## Slovanské bratrství 2020
Slovanské bratrství 2020 se konalo v Bělorusku v oblasti Brestského výcvikového prostoru za zjitřené situace v zemi. Po prezidentských volbách ze srpna zemi zachvátily protesty proti znovuzvolení prezidenta Alexandra Lukašenka. V nastalé situaci se Srbsko rozhodlo zrušit svou účast na cvičení, dle srbského ministra obrany Aleksandara Vulina na nátlak Evropské unie.